# Noor-e-Islam-moskee
De Noor-e-Islam-moskee is een moskee in de stad Saint-Denis, op het Franse eiland Réunion.

## Geschiedenis
Het oorspronkelijke gebouw van de moskee werd in de jaren 1890 gebouwd. Al snel werd er een petitie ingediend en ingewilligd door gouverneur Laurent Marie Émile Beauchamps in 1898. Het nieuwe moskeegebouw verving toen het oude gebouw en werd in 1905 voltooid.

## Architectuur
De ramen van de moskee dragen de kleur van de vlag van Frankrijk. Het gebouw heeft één minaret die 32 meter hoog is.